# Fazenda de corpos
Uma fazenda de corpos é uma instalação de pesquisa onde a decomposição de humanos e animais pode ser estudada em uma variedade de configurações. A primeira fazenda de corpos foi concebida pelo antropólogo William M. Bass em 1981, na Universidade do Tennessee em Knoxville, no Tennessee, onde Bass se interessou em estudar a decomposição de um cadáver humano desde o momento da morte até o momento da decomposição. O objetivo era obter uma melhor compreensão do processo de decomposição, permitindo o desenvolvimento de técnicas para extrair informações como o momento e as circunstâncias da morte de restos humanos. A pesquisa em fazendas de corpos é de particular interesse em antropologia forense e disciplinas relacionadas, e tem aplicações nos campos de aplicação da lei e ciência forense. Ao colocar os corpos do lado de fora para estudar os elementos, os pesquisadores conseguem entender melhor o processo de decomposição.
Sete dessas instalações existem nos Estados Unidos, tão ao sul quanto a Flórida subtropical (USF-FORT) e tão ao norte quanto Marquette, em  Michigan, na Northern Michigan University. A instalação de pesquisa operada pela Texas State University em Freeman Ranch é a maior, pois possui 26 acres de extensão (10,52 hectares). Instalações semelhantes a essas também estão operacionais na Austrália e no Canadá. No Reino Unido, a pesquisa se concentra em restos não humanos, principalmente com porcos devido a sua decomposição ser semelhante com a dos humanos.

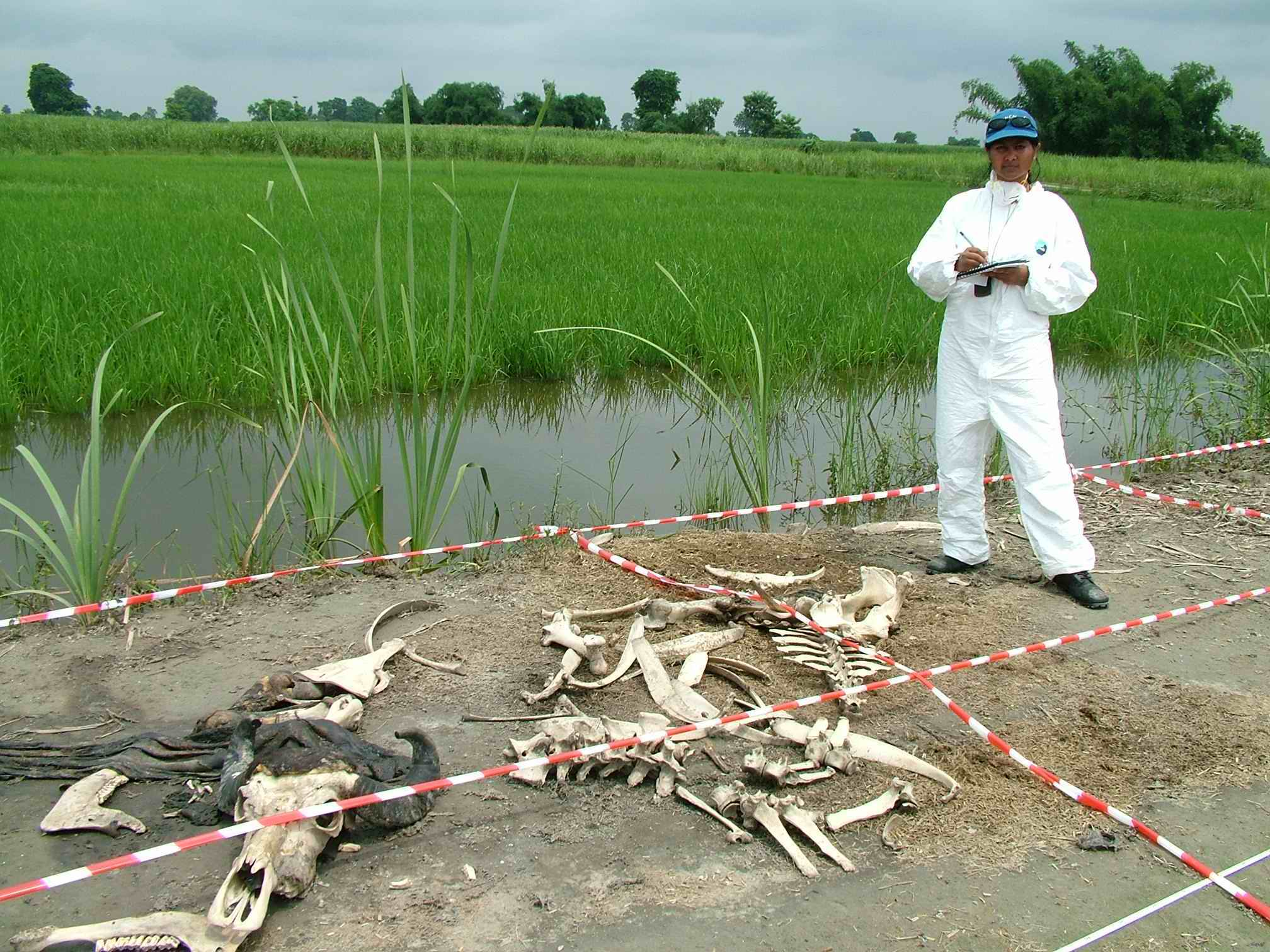
Fazenda de corpos na Índia. Nesse caso, as pesquisas naquele país são feitas com cadáveres de animais. Na foto, um pesquisador examina os restos mortais de um boi